# Mistrzostwa Ameryki Południowej w Lekkoatletyce 2015
49. Mistrzostwa Ameryki Południowej w Lekkoatletyce – zawody lekkoatletyczne, które trwały od 12 do 14 czerwca 2015 w Limie.
Czempionat Ameryki Południowej ósmy raz odbył się w Limie (poprzednio w 2009).

## Rezultaty

### Mężczyźni
| Konkurencja:                  | 1. miejsce                                                                            | Rezultat   | 2. miejsce                                                                   | Rezultat    | 3. miejsce                                                                           | Rezultat    |
| Bieg na 100 m                 | Diego Palomeque                                                                       | 10,40      | Alex Quiñónez                                                                | 10,43       | Ifrish Alberg                                                                        | 10,58       |
| Bieg na 200 m                 | Alex Quiñónez                                                                         | 20,76      | Diego Palomeque                                                              | 21,15       | Arturo Deliser                                                                       | 21,25       |
| Bieg na 400 m                 | Albert Bravo                                                                          | 45,26      | Hederson Estefani                                                            | 45,57       | Freddy Mezones                                                                       | 45,67       |
| Bieg na 800 m                 | Rafith Rodríguez                                                                      | 1:46,48    | Lucirio Garrido                                                              | 1:47,83     | Jhon Sinisterra                                                                      | 1:48,50     |
| Bieg na 1500 m                | Carlos Díaz                                                                           | 3:40,79    | Federico Bruno                                                               | 3:42,21     | Gerard Giraldo                                                                       | 3:42,38 NR  |
| Bieg na 5000 m                | Víctor Aravena                                                                        | 14:06,14   | Federico Bruno                                                               | 14:06,25    | Byron Piedra                                                                         | 14:08,84    |
| Bieg na 10 000 m              | Byron Piedra                                                                          | 28:30,80   | Mauricio González                                                            | 28:33,53 PB | Luis Ostos                                                                           | 28:43,10 NR |
| Bieg na 3000 m z przeszkodami | Gerard Giraldo                                                                        | 8:29,53    | Mauricio Valdivia                                                            | 8:40,28     | Enzo Yáñez                                                                           | 8:43,28     |
| Bieg na 110 m przez płotki    | João Vitor de Oliveira                                                                | 13,96      | Jorge McFarlane                                                              | 13,99       | Javier McFarlane                                                                     | 14,00       |
| Bieg na 400 m przez płotki    | Andrés Silva                                                                          | 49,43      | Hederson Estefani                                                            | 49,54       | Víctor Solarte                                                                       | 50,83       |
| Sztafeta 4 x 100 m            | Ekwador · Anderson Quintero · Jhon Jairo Valencia · Franklin Nazareno · Alex Quiñónez | 39,94      | Wenezuela · Diego Rivas · Arturo Ramírez · Álvaro Cassiani · Dubeiker Cedeño | 40,19       | Kolumbia · Jefferson Valencia · Diego Palomeque · Yeison Rivas · Carlos Andrés Lemos | 40,80       |
| Sztafeta 4 x 400 m            | Wenezuela · Albert Bravo · José Meléndez · Alberto Aguilar · Freddy Mezones           | 3:04,96    | Chile · Martin Tagle · Sergio Aldea · Sergio Germain · Enzo Faulbaum         | 3:10,32     | Peru · Brayan Erazo · Willian García · Luis Saavedra · Paulo Herrera                 | 3:14,64     |
| Chód na 20 000 m              | Pavel Chihuán                                                                         | 1:23:34 NR | Juan Manuel Cano                                                             | 1:23:56     | Mauricio Arteaga                                                                     | 1:24:18     |
| Skok wzwyż                    | Fernando Ferreira                                                                     | 2,22       | Talles Frederico Silva                                                       | 2,22        | Alexander Bowen                                                                      | 2,19        |
| Skok o tyczce                 | Germán Chiaraviglio                                                                   | 5,70       | Daniel Frasncisco Zupeuc                                                     | 5,00        | Pedro Gutierrez                                                                      | 4,70 PB     |
| Skok w dal                    | Emiliano Lasa                                                                         | 8,09 NR    | Diego Alí Hernández                                                          | 7,91w       | Mauro da Silva                                                                       | 7,94        |
| Trójskok                      | Jhon Murillo                                                                          | 16,55      | Jefferson Sabino                                                             | 16,34       | Divie Murillo                                                                        | 16,34 PB    |
| Pchnięcie kulą                | Germán Lauro                                                                          | 20,77      | Darlan Romani                                                                | 20,32       | Nelson Fernandes                                                                     | 18,28       |
| Rzut dyskiem                  | Mauricio Ortega                                                                       | 61,36      | Ronald Julião                                                                | 59,80       | Juan José Caicedo                                                                    | 54,88       |
| Rzut młotem                   | Wagner Domingos                                                                       | 71,47      | Allan Wolski                                                                 | 69,82       | Juan Ignacio Cerra                                                                   | 67,70       |
| Rzut oszczepem                | Júlio César de Oliveira                                                               | 81,22 NR   | Braian Toledo                                                                | 79,34       | Arley Ibargüen                                                                       | 75,47       |
| Dziesięciobój                 | Luiz Alberto de Araújo                                                                | 7799 pkt.  | Georni Jaramillo                                                             | 7454 pkt.   | Óscar Campos                                                                         | 6857 pkt.   |

### Kobiety
| Konkurencja:                  | 1. miejsce                                                                              | Rezultat         | 2. miejsce                                                                                  | Rezultat    | 3. miejsce                                                                    | Rezultat    |
| Bieg na 100 m                 | Nediam Vargas                                                                           | 11,45            | Isidora Jiménez                                                                             | 11,51       | Vanusa dos Santos                                                             | 11,60       |
| Bieg na 200 m                 | Nercely Soto                                                                            | 23,15            | Isidora Jiménez                                                                             | 23,38       | Nediam Vargas                                                                 | 23,60       |
| Bieg na 400 m                 | Geisa Coutinho                                                                          | 53,07            | Nercely Soto                                                                                | 54,38       | Liliane Cristina Barbosa                                                      | 54,53       |
| Bieg na 800 m                 | Déborah Rodríguez                                                                       | 2:01,46 NR       | Flavia de Lima                                                                              | 2:02,05     | Ydanis Navas                                                                  | 2:0792 PB   |
| Bieg na 1500 m                | Muriel Coneo                                                                            | 4:10,14          | Flavia de Lima                                                                              | 4:13,58     | Pía Fernández                                                                 | 4:19,37 PB  |
| Bieg na 5000 m                | María Balvina Pastuña                                                                   | 15:49,33 NR      | Tatiele Roberta de Carvalho                                                                 | 15:50,62    | Carolina Tabares                                                              | 15:59,28    |
| Bieg na 10 000 m              | Inés Melchor                                                                            | 32:28,87         | María Balvina Pastuña                                                                       | 32:51,33 PB | Wilma Arizapana                                                               | 33:01,15 PB |
| Bieg na 3000 m z przeszkodami | Muriel Coneo                                                                            | 9:53,1h PB       | Tatiane Raquel da Silva                                                                     | 9:56,8h PB  | Belén Casetta                                                                 | 9:57,1h NR  |
| Bieg na 100 m przez płotki    | Yvette Lewis                                                                            | 13,31            | Brigitte Merlano                                                                            | 13,43       | Adelly Santos                                                                 | 13,53       |
| Bieg na 400 m przez płotki    | Déborah Rodríguez                                                                       | 56,33 NR         | Magdalena Mendoza                                                                           | 56,65 NR    | Liliane Cristina Barbosa                                                      | 58,44       |
| Sztafeta 4 x 100 m            | Wenezuela · Lexabeth Hidalgo · Magdalena Mendoza · Nediam Vargas · Nercely Soto         | 44,28            | Brazylia · Vanusa dos Santos · Bruna Jéssica Farias · Vitoria Cristina Rosa · Adelly Santos | 44,43       | Chile · Josefina Gutiérrez · Isidora Jiménez · Fernanda Mackenna · Paula Goñi | 44,83 NR    |
| Sztafeta 4 x 400 m            | Brazylia · Vanusa dos Santos · Liliane Cristina Barbosa · Joelma Sousa · Jailma de Lima | 3:34,51          | Wenezuela · Nercely Soto · Magdalena Mendoza · Maryuri Valdez · Ydanis Navas                | 3:37,05     | Chile · Paula Goñi · Carmen Mansilla · Javiera Errázuriz · Fernanda Mackenna  | 3:40,56     |
| Chód na 20 000 m              | Sandra Arenas                                                                           | 1:31:02,25 NR WL | Ingrid Hernández                                                                            | 1:36:42,08  | Angela Castro                                                                 | 1:41:38,29  |
| Skok wzwyż                    | Ana Paula de Oliveira                                                                   | 1,82             | Candy Toche                                                                                 | 1,76 NJR    | Betsabé Páez                                                                  | 1,76        |
| Skok o tyczce                 | Robeilys Peinado                                                                        | 4,35             | Karla da Silva                                                                              | 4,10        | Valeria Chiaraviglio                                                          | 4,10        |
| Skok w dal                    | Paola Mautino                                                                           | 6,52w            | Tânia da Silva                                                                              | 6,37w       | Yuliana Angúlo                                                                | 6,25        |
| Trójskok                      | Yolimar Rojas                                                                           | 14,14w           | Tânia da Silva                                                                              | 13,60       | Giselly Andrea Landazuri                                                      | 13,35       |
| Pchnięcie kulą                | Geísa Arcanjo                                                                           | 17,76            | Natalia Ducó                                                                                | 17,56       | Ahymará Espinoza                                                              | 17,25       |
| Rzut dyskiem                  | Andressa de Morais                                                                      | 61,15            | Fernanda Raquel Borges                                                                      | 58,22       | Rocío Comba                                                                   | 57,15       |
| Rzut młotem                   | Rosa Rodríguez                                                                          | 71,66            | Johana Moreno                                                                               | 66,05       | Jennifer Dahlgren                                                             | 64,76       |
| Rzut oszczepem                | Jucilene de Lima                                                                        | 60,16            | Flor Denis Ruíz                                                                             | 59,86       | María Paz Ríos                                                                | 51,12       |
| Siedmiobój                    | Evelyn Aguilar                                                                          | 5902 pkt. NR     | Guillercy González                                                                          | 5444 pkt.   | Giovana Cavaleti                                                              | 5426 pkt.   |

## Rekordy
Podczas mistrzostw ustanowiono 14 krajowych rekordów w kategorii seniorów:
| Zawodnik                                                        | Reprezentacja | Konkurencja                        | Rezultat   |
| --------------------------------------------------------------- | ------------- | ---------------------------------- | ---------- |
| Javier Marmo                                                    | Urugwaj       | bieg na 800 metrów                 | 1:49,16    |
| Gerard Giraldo                                                  | Kolumbia      | bieg na 1500 metrów                | 3:42,38    |
| Luis Ostos                                                      | Peru          | bieg na 10 000 metrów              | 28:43,10   |
| Emiliano Lasa                                                   | Urugwaj       | skok w dal                         | 8,09       |
| Júlio César de Oliveira                                         | Brazylia      | rzut oszczepem                     | 81,22      |
| Pavel Chihuán                                                   | Peru          | chód na 20 kilometrów              | 1:23:34    |
| Déborah Rodríguez                                               | Urugwaj       | bieg na 800 metrów                 | 2:01,46    |
| María Balvina Pastuña                                           | Ekwador       | bieg na 5000 metrów                | 15:49,33   |
| Josefina Gutiérrez Isidora Jiménez Fernanda Mackenna Paula Goñi | Chile         | sztafeta 4 × 100 metrów            | 44,83      |
| Belén Casetta                                                   | Argentyna     | bieg na 3000 metrów z przeszkodami | 9:57,1h    |
| Déborah Rodríguez                                               | Urugwaj       | bieg na 400 metrów przez płotki    | 56,33      |
| Magdalena Mendoza                                               | Wenezuela     | bieg na 400 metrów przez płotki    | 56,65      |
| Evelyn Aguilar                                                  | Kolumbia      | siedmiobój                         | 5902 pkt.  |
| Sandra Arenas                                                   | Kolumbia      | chód na 20 000 metrów              | 1:31:02,25 |